# Relay (loja)

Logotipo da Relay

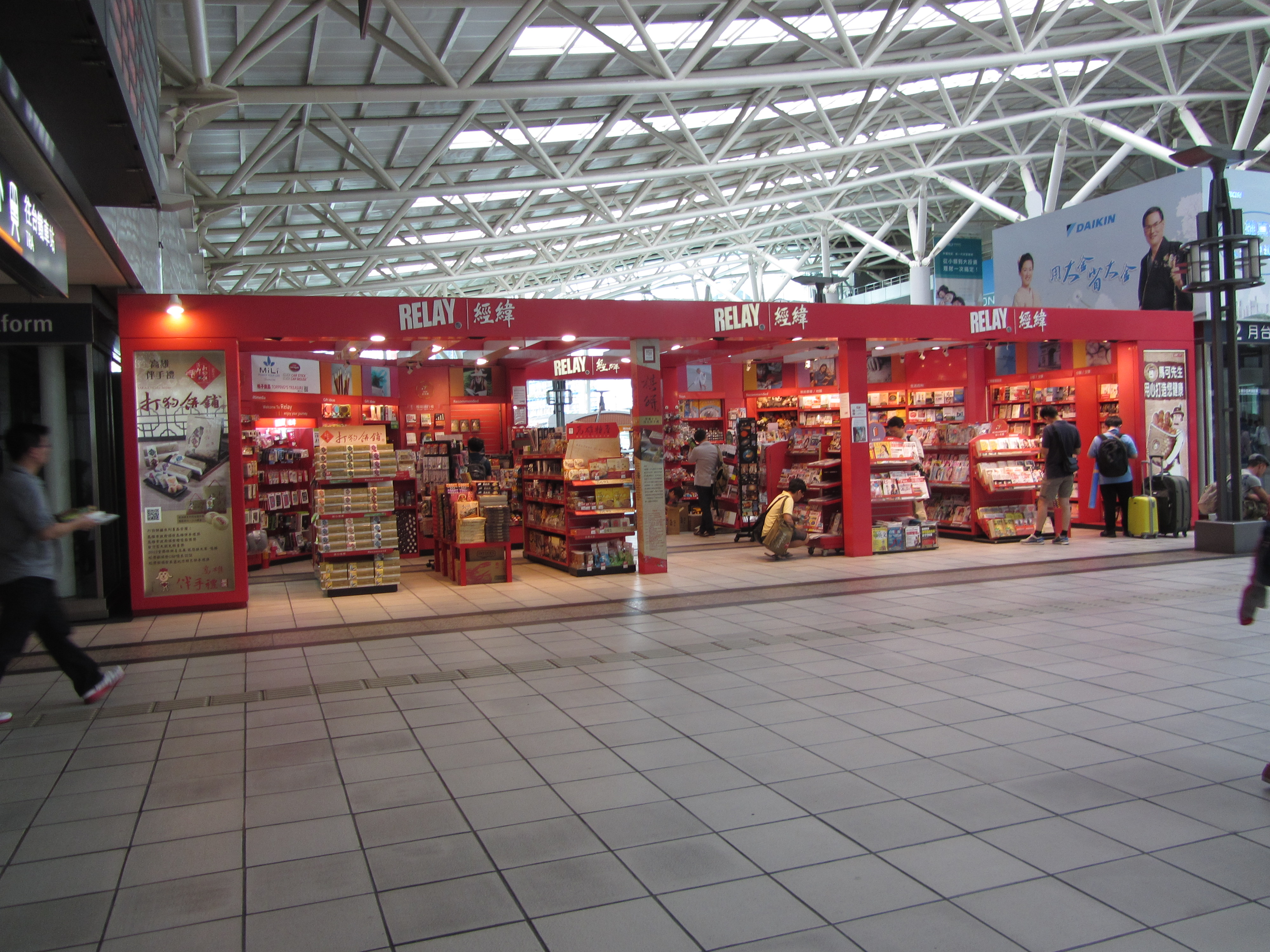
Loja da Relay na estação THSR Zuoying, Kaohsuing, Taiwan

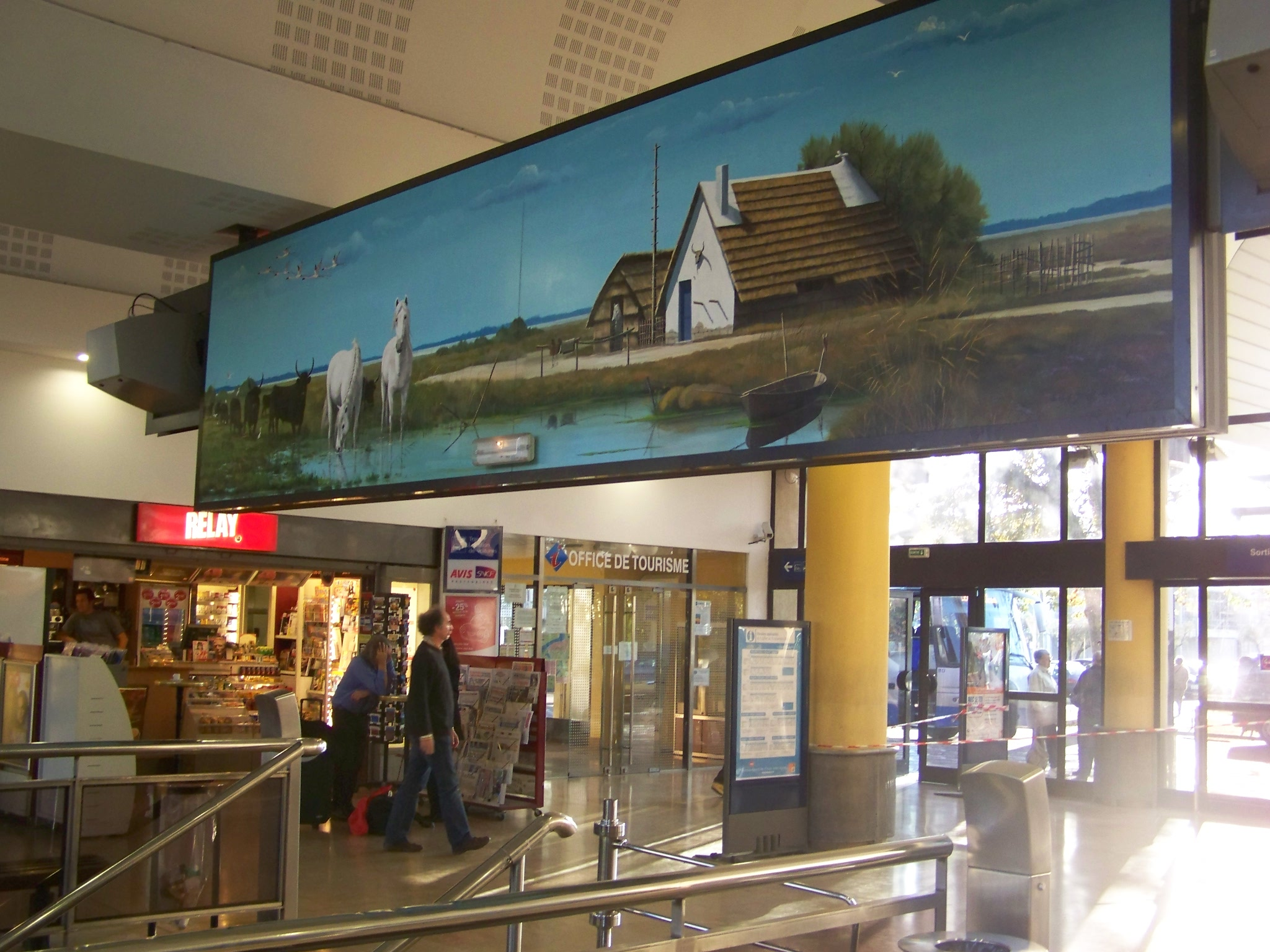
Loja da Relay na Gare d'Arles.

Relay é uma rede de tabacarias, livrarias e lojas de conveniência, principalmente situadas em estações de trem e aeroportos. É propriedade da Lagardère Travel Retail, uma subsidiária do Grupo Lagardère .
O maior número de lojas encontra-se na França, apesar da empresa operar também em outros países. Em 2010, a rede contava com 1.100 lojas em 4 continentes.

## História
A Relay começou com o nome de Relais H ', quando em 1852 Louis Hachette adquiriu as "bibliotecas das estações de trem". As vendas de jornais superaram rapidamente as vendas de livros. Para manter as vendas dos livros em alta, Relais H inovou ao criar séries de livros e ao pedir a autores específicos que as escrevessem.
Em janeiro de 2000, as lojas Relais H passaram a chamar-se Relay. Naquela época, a Relay tinha 1.000 lojas em 10 países da Europa e América do Norte.
Em outubro de 2012, a Lagardere TR criou uma joint-venture com a Indian Travel Food Services para desenvolver a Relay na Índia.
Em fevereiro de 2016, a Lagardere vendeu as suas operações de varejo de viagem na Bélgica para o grupo Bpost por US$ 491 milhões.